# Makalewyczi (przystanek kolejowy)
Makalewyczi (ukr. Макалевичі) – przystanek kolejowy w lasach, w rejonie korosteńskim, w obwodzie żytomierskim, na Ukrainie. Położony jest na linii Kijów – Korosteń – Kowel, w znacznym oddaleniu od osad ludzkich. Najbliższą miejscowością są Makalewyczi.